# بادام آفریقایی
بادام آفریقایی (نام علمی: Ricinodendron) نام یک سرده از خانواده فرفیونیان است. این درخت یک دانه روغنی دارد که از نظر اقتصادی مهم است.
این درخت رویشی سریع دارد و تا ارتفاع ۲۰ تا ۵۰ متر می‌رسد. تنه مستقیم آن ممکن است قطری تا ۲٫۷ متر داشته باشد، تاج آن پهن است و ریشه‌های آن بزرگ. پوست آن صاف و رنگ پوستش خاکستری است. داخل پوست، هنگام برش، قرمز است. بادام آفریقایی یک گیاه دوپایه (دوجنسی) است. گل‌های آن به رنگ سفید مایل به زردند و ۵ میلی‌متر طول دارند و یک پایانه خوشه‌ای دراز تشکیل می‌دهند که اندازه آن بین ۱۵ تا ۴۰ سانتی‌متر است.
زمان گلدهی آن بین آوریل و مه است. خوشه افشان نرها بزرگتر و باریک‌تر از گل‌های ماده است. بادام آفریقایی میوه‌ای تولید می‌کند که به‌طور معمول دو یا سه‌تکه‌ای است و حاوی دو پوشینه است که دانه‌ها در آن قرار دارند. این دانه‌ها به رنگ قهوه‌ای-قرمز تا سیاه هستند و شکل آن‌ها گرد و قطرشان حدود ۱ سانتی‌متر است. دانه‌ها از لحاظ بافت، روغنی هستند و می‌توان آنها را به صورت خام یا خشک خریداری کرد. بوی آن‌ها یادآور شکلات روغنی است، اما عطر و طعم آنها واقعاً منحصر بفرد است و عطری ملایم دارند و پس از خوردن آن‌ها تلخی خفیفی در دهان چشیده می‌شود. پس از رسیده میوه (اوت - سپتامبر) این دانه‌ها بوی سیب بیش از حد رسیده می‌دهند.